# Akua Asabea Ayisi
Akua Asabea Ayisi (Mampong Akuapem, 3 de abril de 1927-21 de abril de 2010) fue una feminista, exjueza del Tribunal Superior y la primera periodista ghanesa. Durante el surgimiento del movimiento de independencia de Ghana, Akua Asabea Ayisi se formó como periodista con Mabel Dove-Danquah y Kwame Nkrumah, quien más tarde se convertiría en el primer primer ministro y presidente del país. 
La posición de Ayisi como editora de la columna de mujeres,  en el periódico Accra Evening News se consideró una acción radical en ese momento.

## Biografía
Akua Asabea Ayisi nació el 3 de abril de 1927 en Mampong Akwapem y era la octava hija de diez hermanos. Sus padres fueron Mercy Adebra Mensah y Okyeame Kofi Ayisi. 
Kofi Ayisi procedía de la familia real y era lingüista del rey. Algunos de los tíos de Akua Asabea Ayisi eran sacerdotes fetichistas reales. Kofi Ayisi tuvo 70 hijos, 10 de ellos con Mercy Adebra. El abuelo materno de Ayisi, Tetteh Quarshie plantó el primer árbol de cacao en Ghana. Mercy Adebra, la madre de Ayisi, fue una mujer que luchó por ser independiente, finalmente abandonó Kofi Ayisi y se mudó a Acra para estar cerca de su familia que era Gas.
Akua Asabea Ayisi asistió a la escuela primaria en la Primaria Presbiteriana en Mampong. Después, fue a la Escuela de Niñas Presbiterianas en Osu Acra. Akua luego fue a la Escuela de Secretariado del Gobierno para completar su educación. En esa época no era frecuente que una mujer recibiera un alto nivel educativo pero su madre creía firmemente en la importancia de que pudiera formarse.   
Después de unirse al Partido Popular de la Convención (PCCh), dirigido por Kwame Nkrumah, Akua se convirtió en la primera periodista registrada en Ghana (1948). Trabajó junto a Nkrumah en el Accra Evening News, un diario creado por el expresidente en 1948, y escribió panfletos políticos que exigían la independencia y movilizaron al pueblo ghanés para oponerse al gobierno colonial. En particular, editó la columna de mujeres en la portada del periódico, una sección presentada por Kwame Nkrumah como parte de su objetivo de mejorar la situación de las mujeres en Ghana mediante la educación de las niñas. El lanzamiento de Accra Evening News el 6 de marzo de 1949 coincidió con la destitución de Nkrumah de la oficina del Secretario General del Partido de la Convención de la Costa Dorada Unida (UGCC). A través del periódico, Nkrumah quería luchar por "el autogobierno completo, no en el menor tiempo posible, sino ahora". Después de haber creado varios periódicos y publicaciones durante el tiempo que pasó como estudiante activista, Nkrumah consideraba la prensa como un instrumento clave para la educación y la movilización política.  
En agosto de 1948, junto con Kofi Baako, editor del Cape Coast Daily Mail, y Saki Scheck, editor del Takoradi Times, Ayisi se embarcó en giras de conferencias en todo el país, promoviendo la resistencia contra el dominio imperialista. Más tarde se convirtió en la primera secretaria privada de Kwame Nkrumah (1950–56) y ayudó a Nkrumah a escribir textos a favor de la independencia para combatir el dominio imperial británico, como "morir con los imperialistas". 
Participó en una serie de protestas políticas denominadas " Campaña de acción positiva " y posteriormente fue arrestada y encarcelada por su participación. Las protestas incluyeron huelgas que exigían un boicot a las empresas extranjeras, lo que alentó varias rebeliones en toda la colonia Gold Coast.
Se considera que Ayisi desempeñó un papel clave en la formulación e implementación de las políticas culturales de Nkrumah

## Post-independencia
Poco después de la independencia, Akua Asabea Ayisi fue al Newham College de la Universidad de Cambridge, donde estudió Derecho matriculándose en 1959.  En 1963, regresó a Ghana empezando a trabajar como abogada. Akua no sufrió daños cuando el ejército derrocó al gobierno de Kwame Nkrumah dado que no tenía responsabilidades políticas directas. 
En 1966 tras el derrocamiento de Kwame Nkrumah participó en la asamblea constitucional responsable de redactar la nueva constitución. En 1969, fue una de las primeras mujeres en postularse para el parlamento, lo hizo en el Distrito Norte de Akuapem y finalmente perdió. En 1978, ayudó a redactar la nueva constitución instituida por el general Fred Akuffo, cuando Ghana cambió del Consejo Militar Supremo (SMC) al gobierno democrático. 
Akua Asabea Ayisi murió el 21 de abril de 2010.